# Si elle dit oui... je ne dis pas non
Pour plus de détails, voir Fiche technique et Distribution.
Si elle dit oui... Je ne dis pas non ! est un film français réalisé par Claude Vital, sorti en 1983

## Synopsis
Catherine Charmel, dite Minouche, est pigiste dans un hebdomadaire à sensations. Elle est surtout la maîtresse d'un homme d'affaires américain, Nick, riche et voyageur. Elle en est très amoureuse. Alors qu'elle est avec lui dans une auberge de la banlieue de Deauville, Marcel Thiebault, cadre et publicitaire chez Carniato, le roi de la pizza congelée, lui demande instamment de lui céder sa chambre, la 12. Il se retrouve expédié dans la piscine par Nick. Ils se revoient à Paris et Catherine fait un papier sur un millionnaire triste et suicidaire. Carniato, au bord de la ruine, laisse son appartement à Marcel afin qu'il séduise Catherine et obtienne... sept millions. Le frère de Catherine, bénévole à "SOS Déprime", et la fille (eurasienne) de Marcel passent et repassent. Tout finit bien.

## Fiche technique
- Titre : Si elle dit oui... Je ne dis pas non !
- Réalisation : Claude Vital, assisté de Étienne Dhaene
- Scénario : Mireille Darc et Catherine Bouguereau
- Dialogues : Marcel Jullian
- Photographie : Maurice Fellous
- Montage : Chantal Delattre
- Musique : Jacques Revaux. Chanson interprétée par Fabienne Guyon[1] (Paroles : Pierre Delanoë)
- Décors : René-Yves Bouty
- Son : Alain Curvelier
- Productrice déléguée : Catherine Bouguereau
- Directeur de production : Georges Pellegrin
- Sociétés de production : Stardust Productions, Cinéthèque
- Société de distribution d'origine : Cinema International Corporation 'CIC)
- Pays d'origine :  France
- Format : Couleur  - 35 mm - Son mono
- Durée : 95 minutes
- Dates de sortie : 
  - France : 30 mars 1983
- Affiche : Jouineau Bourduge (France)

## Distribution
- Pierre Mondy : Marcel Thiebault
- Mireille Darc : Catherine
- Paul Freeman : Nick
- Jean-François Garreaud : Thierry
- Michel Bardinet : Didier
- Robert Dalban
- Patricia Elig
- Sergio Fantoni : Carniato
- Gérard Hérold : Hubert
- Jean Luisi
- Mado Maurin : La mamma
- Marc Rivière : Marc
- Thuy An Luu : Céline (Anne Luu)